# Segunda División de Portugal 2024-25
La Segunda Liga 2024-25, también conocida como Liga Portugal 2 Meu Super por motivos de patrocinio, fue la trigésima quinta edición de la segunda máxima competición futbolística de Portugal.
Un total de 18 equipos participaron en la competición, incluyendo 13 equipos de la temporada anterior, 3 provenientes de la Primeira Liga 2023-24 y 2 provenientes de la Terceira Liga 2023-24.

## Relevos
Portimonense, Vizela y Chaves descendieron a la Segunda Liga después de terminar en los puestos 16, 17 y 18 en la Primeira Liga
Alverca (ascendió tras diecinueva años de ausencia y una refundación) y Felgueiras 1932 (ascendió por primera vez en su historia) ascendieron de la Terceira Liga en sustitución del CF Belenenses (descenso tras un año en la segunda división) y Vilaverdense (descendió después de una temporada en el segundo nivel)
| Pos. | Ascendidos a Primeira Liga |
| ---- | -------------------------- |
| 1.º  | Santa Clara                |
| 2.º  | Nacional                   |
| 3.º  | AVS                        |

| Pos. | Descendidos a Terceira Liga |
| ---- | --------------------------- |
| 17.º | Vilaverdense                |
| 18.º | Belenenses                  |

| Pos. | Ascendidos de Terceira Liga |
| ---- | --------------------------- |
| 1.º  | Alverca                     |
| 2.º  | Felgueiras 1932             |

| Pos. | Descendidos de Primeira Liga |
| ---- | ---------------------------- |
| 16.º | Portimonense                 |
| 17.º | Vizela                       |
| 18.º | Chaves                       |

## Información
| Equipo             | Ciudad               | Entrenador             | Capitán            | Estadio                           | Capacidad | Proveedor   | Patrocinador                   |
| ------------------ | -------------------- | ---------------------- | ------------------ | --------------------------------- | --------- | ----------- | ------------------------------ |
| Académico de Viseu | Viseo                | Sérgio Vieira          | André Almeida      | Estádio do Fontelo                | 7 744     | Joma        | Palácio do Gelo                |
| Alverca            | Vila Franca de Xira  | Vasco Botelho da Costa | Vacante            | Complexo Desportivo do FC Alverca | 7 705     | Kappa       | Century 21 Imo Team            |
| Benfica B          | Lisboa               | Nélson Veríssimo       | Adrian Bajrami     | Benfica Campus                    | 2 720     | Adidas      | Emirates                       |
| Chaves             | Chaves               | Marco Alves            | João Correia       | Estadio Municipal de Chaves       | 8 400     | Lacatoni    | Forte de São Francisco Hotel   |
| Feirense           | Santa Maria da Feira | Vítor Martins          | Claúdio Silva      | Estádio Marcolino de Castro       | 5 401     | Kelme       | Esconline                      |
| Felgueiras 1932    | Felgueiras           | Agostinho Bento        | Vacante            | Estádio Dr. Machado de Matos      | 7 540     | Gsport      | Câmara Municipal de Felgueiras |
| Leixões            | Matosinhos           | Cristiano Brito INT    | Igor Stefanović    | Estádio do Mar                    | 9 766     | AM          | Matosinhos                     |
| Mafra              | Mafra                | Tiago Ferreira INT     | Guilherme Ferreira | Estádio Municipal de Mafra        | 1 257     | Lacatoni    | Placard                        |
| Marítimo           | Funchal              | Ivo Vieira             | Edgar Costa        | Estadio dos Barreiros             | 10 932    | Puma        | Coral Cerveja                  |
| Oliveirense        | Oliveira de Azeméis  | Vacante                | Filipe Alves       | Estádio Carlos Osório             | 1 750     | Kelme       | Onodera Group                  |
| Paços de Ferreira  | Paços de Ferreira    | Filipe Cândido         | Vitorino Antunes   | Estadio da Mata Real              | 9 076     | Joma        | Solverde                       |
| Penafiel           | Penafiel             | Hélder Cristóvão       | João Miguel        | Estadio Municipal 25 de Abril     | 5 230     | Macron      | EDIRCOP                        |
| Portimonense       | Portimão             | Ricardo Pessoa         | Carlinhos          | Estadio Municipal de Portimão     | 6 2024    | Mizuno      | Ceremony                       |
| Porto B            | Oporto               | João Brandão           | Zé Pedro           | Estádio Municipal Jorge Sampaio   | 8 272     | New Balance | Betano                         |
| Tondela            | Tondela              | Luís Pinto             | Ricardo Alves      | Estadio João Cardoso              | 5 000     | CDT         | Cabriz                         |
| Torreense          | Torres Vedras        | Tiago Fernandes        | João Pereira       | Estádio Manuel Marques            | 12 000    | Kappa       | Agriloja                       |
| União de Leiria    | Leiría               | Silas                  | Diogo Amado        | Estadio Municipal de Leiria       | 23 888    | CDT         | Porta10                        |
| Vizela             | Vizela               | Fábio Pereira          | Vacante            | Estádio do FC Vizela              | 6 000     | Kappa       | Solverde                       |

### Cambios de entrenadores
| Equipo             | Entrenador (Jornadas)        | Fecha de vacante        | Tipo de salida     | Posición en la tabla | Entrenador entrante    | Fecha de nombramiento   |
| ------------------ | ---------------------------- | ----------------------- | ------------------ | -------------------- | ---------------------- | ----------------------- |
| Portimonense       | Sérgio Vieira (1 - 3)        | 27 de agosto de 2024    | Mutuo acuerdo      | 15º                  | Ricardo Pessoa         | 27 de agosto de 2024    |
| Alverca            | Zé Pedro (1 - 4)             | 1 de septiembre de 2024 | Destituido         | 15º                  | Vasco Botelho da Costa | 3 de septiembre de 2024 |
| Marítimo           | Fábio Pereira (1 - 4)        | 4 de septiembre de 2024 | Destituido         | 10º                  | Silas                  | 5 de septiembre de 2024 |
| Marítimo           | Silas (5 - 8)                | 17 de octubre de 2024   | Dimisión           | 5º                   | Rui Duarte             | 20 de octubre de 2024   |
| Oliveirense        | Marco Leite (1 - 8)          | 21 de octubre de 2024   | Destituido         | 17º                  | Filó                   | 21 de octubre de 2024   |
| Mafra              | Carlos Vaz Pinto (1 - 8)     | 24 de octubre de 2024   | Destituido         | 16º                  | Tiago Ferreira INT     | 25 de octubre de 2024   |
| União de Leiria    | Filipe Cândido (1 - 11)      | 19 de noviembre de 2024 | Mutuo acuerdo      | 13º                  | Silas                  | 20 de noviembre de 2024 |
| Vizela             | Rubén de la Barrera (1 - 11) | 26 de noviembre de 2024 | Mutuo acuerdo      | 9º                   | Fábio Pereira          | 16 de diciembre de 2024 |
| Oliveirense        | Filó (9 - 14)                | 15 de diciembre de 2024 | Destituido         | 18º                  | TBA                    | TBA                     |
| Académico de Viseu | Rui Ferreira (1 - 17)        | 6 de enero de 2025      | Destituido         | 5º                   | Sérgio Vieira          | 8 de enero de 2025      |
| Leixões            | Carlos Fangueiro (1 - 17)    | 6 de enero de 2025      | Destituido         | 10º                  | José Mota              | 8 de enero de 2025      |
| Marítimo           | Rui Duarte (9 - 17)          | 6 de enero de 2025      | Destituido         | 14º                  | Ivo Vieira             | 8 de enero de 2025      |
| Paços de Ferreira  | Ricardo Silva (1 - 17)       | 13 de enero de 2025     | Mutuo acuerdo      | 15º                  | Carlos Fangueiro       | 14 de enero de 2025     |
| Paços de Ferreira  | Carlos Fangueiro (18 - 30)   | 19 de abril de 2025     | Destituido         | 15º                  | Filipe Cândido         | 22 de abril de 2025     |
| Leixões            | José Mota (18 - 32)          | 7 de mayo de 2025       | Contratado por AVS | 13º                  | Cristiano Brito INT    | 7 de mayo de 2025       |

## Localización
| Región    | N.º | Equipos                                             |
| --------- | --- | --------------------------------------------------- |
| Oporto    | 5   | Felgueiras 1932, Leixões, Paços, Penafiel y Porto B |
| Lisboa    | 4   | Alverca, Benfica B, Mafra, Torreense                |
| Aveiro    | 2   | Feirense y Oliveirense                              |
| Viseo     | 2   | Académico de Viseu y Tondela                        |
| Braga     | 1   | Vizela                                              |
| Faro      | 1   | Portimonense                                        |
| Madeira   | 1   | Marítimo                                            |
| Leiría    | 1   | União de Leiria                                     |
| Vila Real | 1   | Chaves                                              |

## Desarrollo

### Clasificación
| Pos. | Equipo                | Pts. | PJ | G  | E  | P  | GF | GC | Dif. | Clasificación 2025-26           |
| ---- | --------------------- | ---- | -- | -- | -- | -- | -- | -- | ---- | ------------------------------- |
| 1    | Tondela (A, C)        | 64   | 34 | 17 | 13 | 4  | 58 | 35 | +23  | Ascenso a la Primeira Liga      |
| 2    | Alverca (A)           | 63   | 34 | 17 | 12 | 5  | 58 | 34 | +24  | Ascenso a la Primeira Liga      |
| 3    | Vizela                | 62   | 34 | 17 | 11 | 6  | 50 | 30 | +20  | Play-offs para la Primeira Liga |
| 4    | Benfica B             | 55   | 34 | 15 | 10 | 9  | 53 | 38 | +15  |                                 |
| 5    | Torreense             | 54   | 34 | 15 | 9  | 10 | 49 | 42 | +7   |                                 |
| 6    | União de Leiria       | 52   | 34 | 15 | 7  | 12 | 49 | 37 | +12  |                                 |
| 7    | Chaves                | 51   | 34 | 14 | 9  | 11 | 40 | 34 | +6   |                                 |
| 8    | Feirense              | 49   | 34 | 13 | 10 | 11 | 35 | 34 | +1   |                                 |
| 9    | Felgueiras 1932       | 46   | 34 | 11 | 13 | 10 | 43 | 38 | +5   |                                 |
| 10   | Académico de Viseu    | 45   | 34 | 11 | 12 | 11 | 43 | 41 | +2   |                                 |
| 11   | Penafiel              | 45   | 34 | 12 | 9  | 13 | 45 | 47 | −2   |                                 |
| 12   | Marítimo              | 43   | 34 | 10 | 13 | 11 | 42 | 48 | −6   |                                 |
| 13   | Leixões               | 41   | 34 | 10 | 11 | 13 | 37 | 42 | −5   |                                 |
| 14   | Porto B               | 35   | 34 | 8  | 11 | 15 | 36 | 47 | −11  |                                 |
| 15   | Portimonense          | 34   | 34 | 9  | 7  | 18 | 38 | 54 | −16  |                                 |
| 16   | Paços de Ferreira (O) | 33   | 34 | 9  | 6  | 19 | 34 | 50 | −16  | Play-offs para la Terceira Liga |
| 17   | Oliveirense           | 29   | 34 | 7  | 8  | 19 | 30 | 64 | −34  |                                 |
| 18   | Mafra (D)             | 27   | 34 | 6  | 9  | 19 | 29 | 54 | −25  | Descenso a la Terceira Liga     |

Actualizado a los partidos jugados el 17 de mayo de 2025.
 Fuente: Segunda Liga
Criterios de clasificación: Puntos · Enfrentamientos directos · Diferencia de goles en enfrentamientos directos
Notas:
1. 1 2  Los equipos filiales no pueden ascender.
2. ↑  El Oliveirense fue repescado para jugar en la siguiente temporada y ocupar una plaza vacante, esto debido a que el Boavista Futebol Clube no formalizó su inscripción en la Segunda Liga por problemas financieros.[38]

### Evolución de la clasificación
| Equipo             | 01 | 02 | 03 | 04 | 05 | 06 | 07 | 08  | 09  | 10  | 11  | 12  | 13  | 14  | 15 | 16 | 17 | 18 | 19 | 20 | 21 | 22 | 23 | 24 | 25 | 26 | 27 | 28 | 29 | 30 | 31 | 32 | 33 | 34 |
| Equipo             |    |    |    |    |    |    |    |     |     |     |     |     |     |     |    |    |    |    |    |    |    |    |    |    |    |    |    |    |    |    |    |    |    |    |
| ------------------ | -- | -- | -- | -- | -- | -- | -- | --- | --- | --- | --- | --- | --- | --- | -- | -- | -- | -- | -- | -- | -- | -- | -- | -- | -- | -- | -- | -- | -- | -- | -- | -- | -- | -- |
| Tondela            | 8  | 12 | 13 | 11 | 8  | 3  | 3  | 2   | 1   | 1   | 2   | 1   | 1   | 1   | 1  | 1  | 2  | 3  | 3  | 1  | 1  | 1  | 1  | 1  | 1  | 1  | 1  | 1  | 1  | 1  | 1  | 1  | 1  | 1  |
| Alverca            | 9  | 11 | 9  | 15 | 10 | 12 | 13 | 13  | 14  | 11  | 12  | 10  | 10  | 7   | 7  | 7  | 8  | 6  | 5  | 4  | 4  | 2  | 3  | 2  | 3  | 5  | 3  | 3  | 3  | 3  | 3  | 3  | 2  | 2  |
| Vizela             | 1  | 6  | 12 | 16 | 9  | 5  | 6  | 9*  | 10* | 10* | 9*  | 12  | 12  | 14  | 12 | 13 | 12 | 10 | 9  | 9  | 7  | 8  | 7  | 6  | 5  | 3  | 2  | 2  | 2  | 2  | 2  | 2  | 3  | 3  |
| Benfica B          | 14 | 7  | 3  | 3  | 3  | 2  | 2  | 3*  | 3*  | 3*  | 3*  | 3   | 3   | 5   | 3  | 3  | 3  | 2  | 2  | 3  | 3  | 4  | 6  | 4  | 6  | 6  | 7  | 4  | 5  | 5  | 4  | 4  | 6  | 4  |
| Torreense          | 17 | 18 | 11 | 5  | 4  | 6  | 10 | 14  | 8   | 8   | 7   | 6   | 5   | 3   | 5  | 5  | 4  | 4  | 4  | 5  | 6  | 6  | 8  | 8  | 7  | 7  | 8  | 6  | 6  | 6  | 6  | 5  | 4  | 5  |
| União de Leiria    | 18 | 8  | 7  | 7  | 6  | 7  | 8  | 12  | 15  | 12  | 13  | 9   | 9   | 11  | 9  | 9  | 7  | 8  | 8  | 8  | 10 | 10 | 9  | 9  | 8  | 8  | 5  | 8  | 7  | 8  | 7  | 7  | 5  | 6  |
| Chaves             | 15 | 16 | 16 | 17 | 13 | 10 | 11 | 11  | 7   | 6   | 6   | 5   | 4   | 6   | 6  | 6  | 6  | 5  | 6  | 6  | 5  | 5  | 4  | 5  | 4  | 2  | 4  | 5  | 4  | 4  | 5  | 6  | 7  | 7  |
| Feirense           | 5  | 3  | 6  | 9  | 5  | 9  | 7  | 8   | 9   | 13  | 11  | 11+ | 11+ | 8+  | 10 | 10 | 9  | 9  | 10 | 10 | 9  | 7  | 5  | 7  | 9  | 9  | 9  | 10 | 9  | 7  | 8  | 8  | 8  | 8  |
| Felgueiras 1932    | 11 | 13 | 10 | 12 | 15 | 11 | 12 | 6   | 11  | 9   | 10  | 13  | 13  | 12  | 13 | 11 | 11 | 13 | 13 | 15 | 15 | 15 | 11 | 12 | 12 | 11 | 12 | 12 | 12 | 12 | 12 | 12 | 12 | 9  |
| Académico de Viseu | 3  | 2  | 1  | 1  | 2  | 4  | 5  | 7   | 6   | 5   | 4   | 4   | 6   | 4   | 4  | 4  | 5  | 7  | 7  | 7  | 8  | 9  | 10 | 10 | 10 | 10 | 10 | 9  | 10 | 10 | 11 | 9  | 9  | 10 |
| Penafiel           | 2  | 1  | 2  | 2  | 1  | 1  | 1  | 1   | 2   | 2   | 1   | 2   | 2   | 2   | 2  | 2  | 1  | 1  | 1  | 2  | 2  | 3  | 2  | 3  | 2  | 4  | 6  | 7  | 8  | 9  | 9  | 10 | 10 | 11 |
| Marítimo           | 7  | 4  | 5  | 10 | 14 | 13 | 9  | 5   | 5   | 4   | 8   | 8+  | 8+  | 10+ | 11 | 12 | 14 | 15 | 15 | 14 | 14 | 14 | 15 | 13 | 13 | 14 | 11 | 11 | 11 | 11 | 10 | 11 | 11 | 12 |
| Leixões            | 4  | 5  | 4  | 4  | 7  | 8  | 4  | 4   | 4   | 7   | 5   | 7   | 7   | 9   | 8  | 8  | 10 | 11 | 11 | 12 | 13 | 11 | 12 | 14 | 14 | 12 | 14 | 13 | 13 | 14 | 13 | 13 | 13 | 13 |
| Porto B            | 10 | 10 | 17 | 14 | 16 | 17 | 18 | 18* | 16  | 16  | 17  | 15  | 16  | 17  | 17 | 17 | 17 | 17 | 17 | 16 | 16 | 16 | 16 | 16 | 16 | 16 | 16 | 16 | 16 | 16 | 15 | 15 | 14 | 14 |
| Portimonense       | 12 | 17 | 15 | 6  | 11 | 15 | 16 | 16* | 17* | 17* | 15* | 17  | 14  | 16  | 16 | 14 | 13 | 12 | 12 | 11 | 11 | 12 | 14 | 11 | 11 | 13 | 13 | 14 | 14 | 13 | 14 | 14 | 15 | 15 |
| Paços de Ferreira  | 6  | 9  | 8  | 13 | 17 | 18 | 14 | 10  | 12  | 14  | 14  | 14  | 15  | 13  | 14 | 16 | 15 | 14 | 14 | 13 | 12 | 13 | 13 | 15 | 15 | 15 | 15 | 15 | 15 | 15 | 16 | 16 | 16 | 16 |
| Oliveirense        | 13 | 14 | 18 | 18 | 18 | 16 | 17 | 17* | 18* | 18* | 18* | 18  | 18  | 18  | 18 | 18 | 18 | 18 | 18 | 18 | 18 | 17 | 17 | 17 | 17 | 17 | 18 | 17 | 17 | 17 | 17 | 17 | 17 | 17 |
| Mafra              | 16 | 15 | 14 | 8  | 12 | 14 | 15 | 15* | 13  | 15  | 16  | 16  | 17  | 15  | 15 | 15 | 16 | 16 | 16 | 17 | 17 | 18 | 18 | 18 | 18 | 18 | 17 | 18 | 18 | 18 | 18 | 18 | 18 | 18 |

(*) Con partido(s) pendiente(s)
(+) Con partido(s) adelantado(s)

## Resultados
Los horarios corresponden a la WET (Hora de Europa Occidental) UTC±0 en horario estándar y UTC+1 en horario de verano.

### Primera vuelta
| Marítimo           | 2 – 2 | Tondela           | Estadio dos Barreiros           | 10 de agosto | 11:00 |
| Mafra              | 0 – 1 | Paços de Ferreira | Estadio Municipal de Mafra      | 10 de agosto | 14:00 |
| Leixões            | 2 – 1 | Benfica B         | Estadio do Mar                  | 10 de agosto | 15:30 |
| Académico de Viseu | 2 – 1 | Chaves            | Estadio do Fontelo              | 10 de agosto | 18:00 |
| Penafiel           | 4 – 3 | Oliveirense       | Estadio Municipal 25 de Abril   | 11 de agosto | 11:00 |
| Torreense          | 0 – 1 | Feirense          | Estadio Manuel Marques          | 11 de agosto | 14:00 |
| Porto B            | 1 – 1 | Alverca           | Estadio Municipal Jorge Sampaio | 11 de agosto | 18:00 |
| União de Leiria    | 0 – 2 | Vizela            | Estadio Municipal de Leiria     | 11 de agosto | 20:30 |
| Felgueiras 1932    | 0 – 0 | Portimonense      | Estadio Dr. Machado de Matos    | 12 de agosto | 19:00 |

| Alverca           | 1 – 1 | Felgueiras 1932    | Complexo Desportivo do FC Alverca | 17 de agosto | 11:00 |
| Oliveirense       | 0 – 0 | Mafra              | Estadio Carlos Osório             | 17 de agosto | 14:00 |
| Portimonense      | 0 – 3 | União de Leiria    | Estadio Municipal de Portimão     | 17 de agosto | 20:30 |
| Paços de Ferreira | 1 – 2 | Marítimo           | Estadio da Mata Real              | 18 de agosto | 11:00 |
| Feirense          | 2 – 2 | Académico de Viseu | Estadio Marcolino de Castro       | 18 de agosto | 14:00 |
| Vizela            | 1 – 2 | Penafiel           | Estádio do FC Vizela              | 18 de agosto | 15:30 |
| Chaves            | 0 – 0 | Leixões            | Estadio Municipal de Chaves       | 18 de agosto | 18:00 |
| Benfica B         | 2 – 0 | Torreense          | Benfica Campus                    | 18 de agosto | 18:00 |
| Tondela           | 2 – 2 | Porto B            | Estadio João Cardoso              | 19 de agosto | 18:00 |

| União de Leiria    | 1 – 1 | Alverca           | Estadio Municipal de Leiria   | 23 de agosto | 18:00 |
| Felgueiras 1932    | 0 – 0 | Feirense          | Estadio Dr. Machado de Matos  | 24 de agosto | 11:00 |
| Torreense          | 3 – 0 | Oliveirense       | Estadio Manuel Marques        | 24 de agosto | 14:00 |
| Leixões            | 3 – 3 | Paços de Ferreira | Estadio do Mar                | 24 de agosto | 15:30 |
| Académico de Viseu | 2 – 0 | Porto B           | Estadio do Fontelo            | 25 de agosto | 11:00 |
| Penafiel           | 2 – 2 | Tondela           | Estadio Municipal 25 de Abril | 25 de agosto | 14:00 |
| Marítimo           | 1 – 1 | Chaves            | Estadio dos Barreiros         | 25 de agosto | 15:30 |
| Benfica B          | 1 – 0 | Vizela            | Benfica Campus                | 25 de agosto | 18:00 |
| Mafra              | 2 – 2 | Portimonense      | Estadio Municipal de Mafra    | 25 de agosto | 18:00 |

| Alverca           | 0 – 4 | Académico de Viseu | Complexo Desportivo do FC Alverca | 30 de agosto    | 18:00 |
| Oliveirense       | 0 – 1 | Leixões            | Estadio Carlos Osório             | 31 de agosto    | 11:00 |
| Tondela           | 1 – 1 | Felgueiras 1932    | Estadio João Cardoso              | 31 de agosto    | 14:00 |
| Vizela            | 1 – 2 | Torreense          | Estádio do FC Vizela              | 31 de agosto    | 15:30 |
| Portimonense      | 5 – 1 | Marítimo           | Estadio Municipal de Portimão     | 1 de septiembre | 11:00 |
| Feirense          | 2 – 3 | Benfica B          | Estadio Marcolino de Castro       | 1 de septiembre | 14:00 |
| Paços de Ferreira | 1 – 3 | Penafiel           | Estadio da Mata Real              | 1 de septiembre | 15:30 |
| Porto B           | 1 – 1 | União de Leiria    | Estadio Municipal Jorge Sampaio   | 1 de septiembre | 18:00 |
| Chaves            | 0 – 3 | Mafra              | Estadio Municipal de Chaves       | 1 de septiembre | 18:00 |

| Torreense          | 3 – 2 | Portimonense      | Estadio Manuel Marques        | 13 de septiembre | 18:00 |
| Felgueiras 1932    | 1 – 2 | Chaves            | Estadio Dr. Machado de Matos  | 14 de septiembre | 11:00 |
| Académico de Viseu | 0 – 1 | União de Leiria   | Estadio do Fontelo            | 14 de septiembre | 14:00 |
| Marítimo           | 1 – 2 | Alverca           | Estadio dos Barreiros         | 15 de septiembre | 11:00 |
| Mafra              | 0 – 4 | Tondela           | Estadio Municipal de Mafra    | 15 de septiembre | 11:00 |
| Penafiel           | 1 – 1 | Porto B           | Estadio Municipal 25 de Abril | 15 de septiembre | 12:45 |
| Leixões            | 0 – 1 | Vizela            | Estadio do Mar                | 15 de septiembre | 15:30 |
| Benfica B          | 2 – 2 | Oliveirense       | Benfica Campus                | 15 de septiembre | 15:30 |
| Feirense           | 2 – 0 | Paços de Ferreira | Estadio Marcolino de Castro   | 16 de septiembre | 18:00 |

| Chaves            | 2 – 1 | Torreense          | Estadio Municipal de Chaves       | 28 de septiembre | 11:00 |
| Paços de Ferreira | 0 – 3 | Benfica B          | Estadio da Mata Real              | 28 de septiembre | 14:00 |
| Portimonense      | 0 – 2 | Penafiel           | Estadio Municipal de Portimão     | 28 de septiembre | 18:00 |
| Tondela           | 4 – 1 | Académico de Viseu | Estadio João Cardoso              | 28 de septiembre | 20:30 |
| Porto B           | 0 – 2 | Felgueiras 1932    | Estadio Municipal Jorge Sampaio   | 29 de septiembre | 11:00 |
| Oliveirense       | 1 – 0 | Feirense           | Estadio Carlos Osório             | 29 de septiembre | 11:00 |
| Alverca           | 1 – 1 | Leixões            | Complexo Desportivo do FC Alverca | 29 de septiembre | 14:00 |
| União de Leiria   | 1 – 1 | Marítimo           | Estadio Municipal de Leiria       | 29 de septiembre | 15:30 |
| Vizela            | 3 – 0 | Mafra              | Estádio do FC Vizela              | 30 de septiembre | 18:00 |

| Torreense       | 0 – 2 | Tondela            | Estadio Manuel Marques        | 4 de octubre | 18:00 |
| Felgueiras 1932 | 1 – 1 | Académico de Viseu | Estadio Dr. Machado de Matos  | 5 de octubre | 11:00 |
| Marítimo        | 1 – 0 | Porto B            | Estadio dos Barreiros         | 5 de octubre | 14:00 |
| Oliveirense     | 0 – 2 | Paços de Ferreira  | Estadio Carlos Osório         | 5 de octubre | 15:30 |
| Leixões         | 3 – 0 | Portimonense       | Estadio do Mar                | 5 de octubre | 18:00 |
| Feirense        | 0 – 0 | Vizela             | Estadio Marcolino de Castro   | 6 de octubre | 11:00 |
| Penafiel        | 1 – 0 | União de Leiria    | Estadio Municipal 25 de Abril | 6 de octubre | 14:00 |
| Benfica B       | 1 – 0 | Chaves             | Benfica Campus                | 6 de octubre | 15:30 |
| Mafra           | 1 – 1 | Alverca            | Estadio Municipal de Mafra    | 6 de octubre | 15:30 |

| União de Leiria    | 1 – 3 | Felgueiras 1932 | Estadio Municipal de Leiria       | 11 de octubre   | 18:00 |
| Tondela            | 2 – 1 | Leixões         | Estadio João Cardoso              | 12 de octubre   | 11:00 |
| Alverca            | 2 – 2 | Penafiel        | Complexo Desportivo do FC Alverca | 12 de octubre   | 14:00 |
| Académico de Viseu | 0 – 2 | Marítimo        | Estadio do Fontelo                | 13 de octubre   | 15:30 |
| Paços de Ferreira  | 1 – 0 | Torreense       | Estadio da Mata Real              | 13 de octubre   | 18:00 |
| Chaves             | 0 – 0 | Feirense        | Estadio Municipal de Chaves       | 13 de octubre   | 20:30 |
| Porto B            | 2 – 1 | Mafra           | Estadio Municipal Jorge Sampaio   | 23 de octubre   | 15:30 |
| Portimonense       | 0 – 2 | Benfica B       | Estadio Municipal de Portimão     | 23 de noviembre | 11:00 |
| Vizela             | 0 – 0 | Oliveirense     | Estádio do FC Vizela              | 24 de noviembre | 11:00 |

| Paços de Ferreira | 1 – 1 | Vizela             | Estadio da Mata Real          | 25 de octubre | 18:00 |
| Penafiel          | 0 – 2 | Académico de Viseu | Estadio Municipal 25 de Abril | 26 de octubre | 11:00 |
| Oliveirense       | 0 – 3 | Chaves             | Estadio Carlos Osório         | 26 de octubre | 14:00 |
| Feirense          | 1 – 1 | Portimonense       | Estadio Marcolino de Castro   | 26 de octubre | 15:30 |
| Benfica B         | 1 – 3 | Tondela            | Benfica Campus                | 26 de octubre | 18:00 |
| Torreense         | 1 – 0 | Alverca            | Estadio Manuel Marques        | 27 de octubre | 11:00 |
| Felgueiras 1932   | 1 – 3 | Marítimo           | Estadio Dr. Machado de Matos  | 27 de octubre | 14:00 |
| Leixões           | 3 – 0 | Porto B            | Estadio do Mar                | 27 de octubre | 15:30 |
| Mafra             | 2 – 1 | União de Leiria    | Estadio Municipal de Mafra    | 28 de octubre | 18:00 |

| Alverca            | 1 – 0 | Feirense          | Complexo Desportivo do FC Alverca | 1 de noviembre | 18:00 |
| Portimonense       | 1 – 1 | Vizela            | Estadio Municipal de Portimão     | 2 de noviembre | 11:00 |
| Marítimo           | 1 – 2 | Penafiel          | Estadio dos Barreiros             | 2 de noviembre | 14:00 |
| Chaves             | 2 – 1 | Paços de Ferreira | Estadio Municipal de Chaves       | 2 de noviembre | 15:30 |
| Académico de Viseu | 1 – 1 | Benfica B         | Estadio do Fontelo                | 3 de noviembre | 11:00 |
| Felgueiras 1932    | 1 – 1 | Mafra             | Estadio Dr. Machado de Matos      | 3 de noviembre | 14:00 |
| Porto B            | 1 – 1 | Torreense         | Estadio Municipal Jorge Sampaio   | 3 de noviembre | 15:30 |
| União de Leiria    | 1 – 0 | Leixões           | Estadio Municipal de Leiria       | 3 de noviembre | 15:30 |
| Tondela            | 2 – 0 | Oliveirense       | Estadio João Cardoso              | 4 de noviembre | 18:00 |

| Vizela            | 0 – 1 | Chaves             | Estádio do FC Vizela          | 8 de noviembre  | 18:00 |
| Penafiel          | 2 – 1 | Felgueiras 1932    | Estadio Municipal 25 de Abril | 9 de noviembre  | 11:00 |
| Oliveirense       | 0 – 2 | Portimonense       | Estadio Carlos Osório         | 9 de noviembre  | 14:00 |
| Mafra             | 0 – 2 | Académico de Viseu | Estadio Municipal de Mafra    | 9 de noviembre  | 15:30 |
| Feirense          | 1 – 1 | Tondela            | Estadio Marcolino de Castro   | 9 de noviembre  | 18:00 |
| Paços de Ferreira | 2 – 2 | Porto B            | Estadio da Mata Real          | 10 de noviembre | 11:00 |
| Leixões           | 2 – 1 | Marítimo           | Estadio do Mar                | 10 de noviembre | 14:00 |
| Benfica B         | 2 – 1 | Alverca            | Benfica Campus                | 10 de noviembre | 15:30 |
| Torreense         | 2 – 1 | União de Leiria    | Estadio Manuel Marques        | 10 de noviembre | 15:30 |

| Académico de Viseu | 2 – 0 | Leixões           | Estadio do Fontelo                | 29 de noviembre | 18:00 |
| Felgueiras 1932    | 1 – 2 | Torreense         | Estadio Dr. Machado de Matos      | 30 de noviembre | 11:00 |
| União de Leiria    | 1 – 0 | Feirense          | Estadio Municipal de Leiria       | 30 de noviembre | 14:00 |
| Portimonense       | 1 – 2 | Chaves            | Estadio Municipal de Portimão     | 30 de noviembre | 15:30 |
| Alverca            | 4 – 2 | Vizela            | Complexo Desportivo do FC Alverca | 30 de noviembre | 18:00 |
| Penafiel           | 1 – 1 | Mafra             | Estadio Municipal 25 de Abril     | 1 de diciembre  | 11:00 |
| Tondela            | 2 – 1 | Paços de Ferreira | Estadio João Cardoso              | 1 de diciembre  | 14:00 |
| Marítimo           | 1 – 1 | Benfica B         | Estadio dos Barreiros             | 1 de diciembre  | 15:30 |
| Porto B            | 2 – 1 | Oliveirense       | Estadio Municipal Jorge Sampaio   | 1 de diciembre  | 15:30 |

| Feirense          | 3 – 0 | Penafiel           | Estadio Marcolino de Castro | 7 de diciembre | 11:00 |
| Torreense         | 1 – 0 | Académico de Viseu | Estadio Manuel Marques      | 7 de diciembre | 15:00 |
| Benfica B         | 0 – 5 | União de Leiria    | Benfica Campus              | 7 de diciembre | 15:00 |
| Leixões           | 2 – 2 | Felgueiras 1932    | Estadio do Mar              | 7 de diciembre | 16:30 |
| Paços de Ferreira | 0 – 1 | Portimonense       | Estadio da Mata Real        | 8 de diciembre | 11:00 |
| Oliveirense       | 1 – 4 | Alverca            | Estadio Carlos Osório       | 8 de diciembre | 14:00 |
| Mafra             | 2 – 3 | Marítimo           | Estadio Municipal de Mafra  | 8 de diciembre | 15:30 |
| Chaves            | 2 – 1 | Porto B            | Estadio Municipal de Chaves | 8 de diciembre | 18:00 |
| Vizela            | 1 – 1 | Tondela            | Estádio do FC Vizela        | 8 de diciembre | 20:30 |

| União de Leiria    | 0 – 1 | Paços de Ferreira | Estadio Municipal de Leiria       | 14 de diciembre | 11:00 |
| Alverca            | 3 – 1 | Chaves            | Complexo Desportivo do FC Alverca | 14 de diciembre | 12:45 |
| Penafiel           | 3 – 1 | Leixões           | Estadio Municipal 25 de Abril     | 14 de diciembre | 14:00 |
| Mafra              | 2 – 0 | Benfica B         | Estadio Municipal de Mafra        | 14 de diciembre | 15:30 |
| Marítimo           | 0 – 3 | Torreense         | Estadio dos Barreiros             | 14 de diciembre | 15:30 |
| Felgueiras 1932    | 2 – 1 | Vizela            | Estadio Dr. Machado de Matos      | 15 de diciembre | 11:00 |
| Tondela            | 2 – 0 | Portimonense      | Estadio João Cardoso              | 15 de diciembre | 14:00 |
| Porto B            | 0 – 0 | Feirense          | Estadio Municipal Jorge Sampaio   | 15 de diciembre | 15:30 |
| Académico de Viseu | 2 – 1 | Oliveirense       | Estadio do Fontelo                | 16 de diciembre | 18:00 |

| Feirense          | 1 – 0 | Marítimo           | Estadio Marcolino de Castro   | 23 de noviembre | 15:30 |
| Leixões           | 2 – 1 | Mafra              | Estadio do Mar                | 20 de diciembre | 18:00 |
| Vizela            | 2 – 1 | Porto B            | Estádio do FC Vizela          | 21 de diciembre | 11:00 |
| Portimonense      | 1 – 1 | Académico de Viseu | Estadio Municipal de Portimão | 21 de diciembre | 14:00 |
| Chaves            | 2 – 2 | Tondela            | Estadio Municipal de Chaves   | 21 de diciembre | 15:30 |
| Paços de Ferreira | 1 – 3 | Alverca            | Estadio da Mata Real          | 22 de diciembre | 11:00 |
| Oliveirense       | 1 – 2 | União de Leiria    | Estadio Carlos Osório         | 22 de diciembre | 14:00 |
| Torreense         | 0 – 1 | Penafiel           | Estadio Manuel Marques        | 22 de diciembre | 15:30 |
| Benfica B         | 2 – 0 | Felgueiras 1932    | Benfica Campus                | 22 de diciembre | 18:00 |

| Penafiel           | 1 – 1 | Benfica B         | Estadio Municipal 25 de Abril     | 29 de diciembre | 11:00 |
| Mafra              | 0 – 0 | Feirense          | Estadio Municipal de Mafra        | 29 de diciembre | 14:00 |
| Marítimo           | 1 – 2 | Oliveirense       | Estadio dos Barreiros             | 29 de diciembre | 15:30 |
| Académico de Viseu | 0 – 0 | Vizela            | Estadio do Fontelo                | 12 de enero     | 11:00 |
| Felgueiras 1932    | 1 – 0 | Paços de Ferreira | Estadio Dr. Machado de Matos      | 12 de enero     | 11:00 |
| Porto B            | 1 – 2 | Portimonense      | Estadio Municipal Jorge Sampaio   | 12 de enero     | 15:30 |
| União de Leiria    | 1 – 1 | Chaves            | Estadio Municipal de Leiria       | 12 de enero     | 18:00 |
| Leixões            | 1 – 1 | Torreense         | Estadio do Mar                    | 12 de enero     | 18:00 |
| Alverca            | 1 – 1 | Tondela           | Complexo Desportivo do FC Alverca | 12 de enero     | 20:30 |

| Portimonense      | 1 – 0 | Alverca            | Estadio Municipal de Portimão | 4 de enero | 11:00 |
| Chaves            | 0 – 1 | Penafiel           | Estadio Municipal de Chaves   | 4 de enero | 14:00 |
| Feirense          | 1 – 0 | Leixões            | Estadio Marcolino de Castro   | 4 de enero | 15:30 |
| Tondela           | 1 – 4 | União de Leiria    | Estadio João Cardoso          | 4 de enero | 18:00 |
| Oliveirense       | 0 – 3 | Felgueiras 1932    | Estadio Carlos Osório         | 5 de enero | 11:00 |
| Torreense         | 1 – 0 | Mafra              | Estadio Manuel Marques        | 5 de enero | 14:00 |
| Vizela            | 3 – 2 | Marítimo           | Estádio do FC Vizela          | 5 de enero | 15:30 |
| Paços de Ferreira | 4 – 3 | Académico de Viseu | Estadio da Mata Real          | 5 de enero | 18:00 |
| Benfica B         | 2 – 1 | Porto B            | Benfica Campus                | 6 de enero | 18:00 |

### Segunda vuelta
| Benfica B         | 4 – 0 | Leixões            | Benfica Campus                    | 17 de enero | 18:00 |
| Chaves            | 3 – 0 | Académico de Viseu | Estadio Municipal de Chaves       | 17 de enero | 20:15 |
| Alverca           | 2 – 0 | Porto B            | Complexo Desportivo do FC Alverca | 18 de enero | 11:00 |
| Portimonense      | 3 – 2 | Felgueiras 1932    | Estadio Municipal de Portimão     | 18 de enero | 14:00 |
| Feirense          | 1 – 1 | Torreense          | Estadio Marcolino de Castro       | 18 de enero | 15:30 |
| Vizela            | 1 – 0 | União de Leiria    | Estádio do FC Vizela              | 19 de enero | 11:00 |
| Paços de Ferreira | 2 – 1 | Mafra              | Estadio da Mata Real              | 19 de enero | 14:00 |
| Tondela           | 0 – 0 | Marítimo           | Estadio João Cardoso              | 19 de enero | 15:30 |
| Oliveirense       | 2 – 2 | Penafiel           | Estadio Carlos Osório             | 20 de enero | 18:00 |

| Académico de Viseu | 2 – 1 | Feirense          | Estadio do Fontelo              | 24 de enero | 18:00 |
| Felgueiras 1932    | 0 – 1 | Alverca           | Estadio Dr. Machado de Matos    | 25 de enero | 11:00 |
| Leixões            | 0 – 0 | Chaves            | Estadio do Mar                  | 25 de enero | 14:00 |
| Marítimo           | 2 – 2 | Paços de Ferreira | Estadio dos Barreiros           | 25 de enero | 15:30 |
| Penafiel           | 1 – 1 | Vizela            | Estadio Municipal 25 de Abril   | 26 de enero | 11:00 |
| Mafra              | 0 – 0 | Oliveirense       | Estadio Municipal de Mafra      | 26 de enero | 14:00 |
| Porto B            | 2 – 2 | Tondela           | Estadio Municipal Jorge Sampaio | 26 de enero | 15:30 |
| União de Leiria    | 1 – 0 | Portimonense      | Estadio Municipal de Leiria     | 26 de enero | 15:30 |
| Torreense          | 1 – 1 | Benfica B         | Estadio Manuel Marques          | 27 de enero | 18:00 |

| Paços de Ferreira | 0 – 0 | Leixões            | Estadio da Mata Real              | 31 de enero  | 18:00 |
| Feirense          | 3 – 2 | Felgueiras 1932    | Estadio Marcolino de Castro       | 1 de febrero | 11:00 |
| Tondela           | 2 – 0 | Penafiel           | Estadio João Cardoso              | 1 de febrero | 14:00 |
| Vizela            | 1 – 0 | Benfica B          | Estádio do FC Vizela              | 1 de febrero | 15:30 |
| Porto B           | 3 – 2 | Académico de Viseu | Estadio Municipal Jorge Sampaio   | 1 de febrero | 15:30 |
| Portimonense      | 2 – 0 | Mafra              | Estadio Municipal de Portimão     | 1 de febrero | 18:00 |
| Oliveirense       | 0 – 0 | Torreense          | Estadio Carlos Osório             | 2 de febrero | 11:00 |
| Chaves            | 1 – 1 | Marítimo           | Estadio Municipal de Chaves       | 2 de febrero | 14:00 |
| Alverca           | 2 – 1 | União de Leiria    | Complexo Desportivo do FC Alverca | 2 de febrero | 15:30 |

| Benfica B          | 0 – 1 | Feirense          | Benfica Campus                | 7 de febrero  | 18:00 |
| Leixões            | 1 – 2 | Oliveirense       | Estadio do Mar                | 8 de febrero  | 11:00 |
| Felgueiras 1932    | 1 – 0 | Tondela           | Estadio Dr. Machado de Matos  | 8 de febrero  | 14:00 |
| Marítimo           | 2 – 0 | Portimonense      | Estadio dos Barreiros         | 8 de febrero  | 15:30 |
| Penafiel           | 1 – 2 | Paços de Ferreira | Estadio Municipal 25 de Abril | 8 de febrero  | 18:00 |
| Mafra              | 0 – 0 | Chaves            | Estadio Municipal de Mafra    | 9 de febrero  | 11:00 |
| Académico de Viseu | 2 – 2 | Alverca           | Estadio do Fontelo            | 9 de febrero  | 14:00 |
| União de Leiria    | 0 – 0 | Porto B           | Estadio Municipal de Leiria   | 9 de febrero  | 15:30 |
| Torreense          | 2 – 4 | Vizela            | Estadio Manuel Marques        | 10 de febrero | 18:00 |

| Chaves            | 2 – 0 | Felgueiras 1932    | Estadio Municipal de Chaves       | 15 de febrero | 11:00 |
| Paços de Ferreira | 1 – 2 | Feirense           | Estadio da Mata Real              | 15 de febrero | 14:00 |
| Tondela           | 1 – 0 | Mafra              | Estadio João Cardoso              | 15 de febrero | 15:30 |
| Oliveirense       | 3 – 2 | Benfica B          | Estadio Carlos Osório             | 16 de febrero | 11:00 |
| Vizela            | 0 – 0 | Leixões            | Estádio do FC Vizela              | 16 de febrero | 11:00 |
| Portimonense      | 1 – 2 | Torreense          | Estadio Municipal de Portimão     | 16 de febrero | 14:00 |
| Alverca           | 5 – 0 | Marítimo           | Complexo Desportivo do FC Alverca | 16 de febrero | 15:30 |
| Porto B           | 3 – 2 | Penafiel           | Estadio Municipal Jorge Sampaio   | 16 de febrero | 15:30 |
| União de Leiria   | 1 – 1 | Académico de Viseu | Estadio Municipal de Leiria       | 17 de febrero | 18:00 |

| Penafiel           | 3 – 0 | Portimonense      | Estadio Municipal 25 de Abril | 21 de febrero | 18:00 |
| Felgueiras 1932    | 1 – 0 | Porto B           | Estadio Dr. Machado de Matos  | 22 de febrero | 11:00 |
| Mafra              | 1 – 4 | Vizela            | Estadio Municipal de Mafra    | 22 de febrero | 14:00 |
| Benfica B          | 0 – 0 | Paços de Ferreira | Benfica Campus                | 22 de febrero | 14:00 |
| Marítimo           | 1 – 2 | União de Leiria   | Estadio dos Barreiros         | 22 de febrero | 15:30 |
| Feirense           | 3 – 1 | Oliveirense       | Estadio Marcolino de Castro   | 22 de febrero | 18:00 |
| Torreense          | 1 – 2 | Chaves            | Estadio Manuel Marques        | 23 de febrero | 11:00 |
| Leixões            | 1 – 1 | Alverca           | Estadio do Mar                | 23 de febrero | 14:00 |
| Académico de Viseu | 1 – 1 | Tondela           | Estadio do Fontelo            | 23 de febrero | 15:30 |

| Chaves             | 1 – 2 | Benfica B       | Estadio Municipal de Chaves       | 28 de febrero | 20:15 |
| Académico de Viseu | 0 – 0 | Felgueiras 1932 | Estadio do Fontelo                | 1 de marzo    | 11:00 |
| Alverca            | 2 – 0 | Mafra           | Complexo Desportivo do FC Alverca | 1 de marzo    | 15:00 |
| Tondela            | 2 – 2 | Torreense       | Estadio João Cardoso              | 1 de marzo    | 16:30 |
| Portimonense       | 2 – 1 | Leixões         | Estadio Municipal de Portimão     | 2 de marzo    | 11:00 |
| Porto B            | 0 – 1 | Marítimo        | Estadio Municipal Jorge Sampaio   | 2 de marzo    | 15:00 |
| União de Leiria    | 1 – 0 | Penafiel        | Estadio Municipal de Leiria       | 2 de marzo    | 15:00 |
| Vizela             | 5 - 0 | Feirense        | Estádio do FC Vizela              | 2 de marzo    | 18:00 |
| Paços de Ferreira  | 0 – 1 | Oliveirense     | Estadio da Mata Real              | 3 de marzo    | 18:00 |

| Feirense        | 0 – 1 | Chaves             | Estadio Marcolino de Castro   | 7 de marzo  | 18:00 |
| Penafiel        | 3 – 2 | Alverca            | Estadio Municipal 25 de Abril | 8 de marzo  | 11:00 |
| Felgueiras 1932 | 2 – 2 | União de Leiria    | Estadio Dr. Machado de Matos  | 8 de marzo  | 14:00 |
| Torreense       | 3 – 0 | Paços de Ferreira  | Estadio Manuel Marques        | 8 de marzo  | 15:30 |
| Mafra           | 0 – 0 | Porto B            | Estadio Municipal de Mafra    | 9 de marzo  | 11:00 |
| Marítimo        | 1 – 1 | Académico de Viseu | Estadio dos Barreiros         | 9 de marzo  | 14:00 |
| Oliveirense     | 0 – 1 | Vizela             | Estadio Carlos Osório         | 9 de marzo  | 15:30 |
| Benfica B       | 0 – 0 | Portimonense       | Benfica Campus                | 9 de marzo  | 18:00 |
| Leixões         | 0 – 1 | Tondela            | Estadio do Mar                | 10 de marzo | 18:00 |

| Portimonense       | 1 – 2 | Feirense          | Estadio Municipal de Portimão     | 14 de marzo | 18:45 |
| Alverca            | 2 – 2 | Torreense         | Complexo Desportivo do FC Alverca | 14 de marzo | 20:45 |
| Académico de Viseu | 1 – 0 | Penafiel          | Estadio do Fontelo                | 15 de marzo | 11:00 |
| Marítimo           | 0 – 0 | Felgueiras 1932   | Estadio dos Barreiros             | 15 de marzo | 14:00 |
| Chaves             | 4 – 0 | Oliveirense       | Estadio Municipal de Chaves       | 15 de marzo | 15:30 |
| Tondela            | 2 – 1 | Benfica B         | Estadio João Cardoso              | 16 de marzo | 11:00 |
| União de Leiria    | 3 – 1 | Mafra             | Estadio Municipal de Leiria       | 16 de marzo | 14:00 |
| Porto B            | 0 – 1 | Leixões           | Estadio Municipal Jorge Sampaio   | 16 de marzo | 15:30 |
| Vizela             | 2 – 1 | Paços de Ferreira | Estádio do FC Vizela              | 16 de marzo | 20:30 |

| Oliveirense       | 1 – 3 | Tondela            | Estadio Carlos Osório         | 29 de marzo | 11:00 |
| Penafiel          | 0 – 1 | Marítimo           | Estadio Municipal 25 de Abril | 29 de marzo | 14:00 |
| Vizela            | 3 – 2 | Portimonense       | Estádio do FC Vizela          | 29 de marzo | 15:30 |
| Leixões           | 0 – 1 | União de Leiria    | Estadio do Mar                | 30 de marzo | 11:00 |
| Torreense         | 2 – 4 | Porto B            | Estadio Manuel Marques        | 30 de marzo | 12:45 |
| Paços de Ferreira | 2 – 0 | Chaves             | Estadio da Mata Real          | 30 de marzo | 14:00 |
| Feirense          | 0 – 1 | Alverca            | Estadio Marcolino de Castro   | 30 de marzo | 18:00 |
| Benfica B         | 1 – 0 | Académico de Viseu | Benfica Campus                | 31 de marzo | 18:00 |
| Mafra             | 1 – 0 | Felgueiras 1932    | Estadio Municipal de Mafra    | 31 de marzo | 20:15 |

| Tondela            | 2 – 1 | Feirense          | Estadio João Cardoso              | 5 de abril | 11:00 |
| Felgueiras 1932    | 1 – 0 | Penafiel          | Estadio Dr. Machado de Matos      | 5 de abril | 14:00 |
| Marítimo           | 1 – 1 | Leixões           | Estadio dos Barreiros             | 5 de abril | 15:30 |
| Chaves             | 1 – 2 | Vizela            | Estadio Municipal de Chaves       | 5 de abril | 18:00 |
| União de Leiria    | 1 – 3 | Torreense         | Estadio Municipal de Leiria       | 6 de abril | 11:00 |
| Porto B            | 1 – 0 | Paços de Ferreira | Estadio Municipal Jorge Sampaio   | 6 de abril | 11:00 |
| Académico de Viseu | 3 – 1 | Mafra             | Estadio do Fontelo                | 6 de abril | 14:00 |
| Portimonense       | 2 – 3 | Oliveirense       | Estadio Municipal de Portimão     | 6 de abril | 15:30 |
| Alverca            | 0 – 0 | Benfica B         | Complexo Desportivo do FC Alverca | 6 de abril | 18:00 |

| Feirense          | 2 – 1 | União de Leiria    | Estadio Marcolino de Castro | 11 de abril | 18:00 |
| Leixões           | 1 – 1 | Académico de Viseu | Estadio do Mar              | 12 de abril | 11:00 |
| Paços de Ferreira | 0 – 1 | Tondela            | Estadio da Mata Real        | 12 de abril | 11:00 |
| Chaves            | 2 – 0 | Portimonense       | Estadio Municipal de Chaves | 12 de abril | 14:00 |
| Torreense         | 1 – 1 | Felgueiras 1932    | Estadio Manuel Marques      | 13 de abril | 11:00 |
| Vizela            | 1 – 1 | Alverca            | Estádio do FC Vizela        | 13 de abril | 14:00 |
| Benfica B         | 1 – 2 | Marítimo           | Benfica Campus              | 13 de abril | 14:00 |
| Oliveirense       | 1 – 1 | Porto B            | Estadio Carlos Osório       | 13 de abril | 15:30 |
| Mafra             | 4 – 2 | Penafiel           | Estadio Municipal de Mafra  | 14 de abril | 20:15 |

| União de Leiria    | 1 – 3 | Benfica B         | Estadio Municipal de Leiria       | 18 de abril | 11:00 |
| Felgueiras 1932    | 4 – 0 | Leixões           | Estadio Dr. Machado de Matos      | 18 de abril | 11:00 |
| Portimonense       | 2 – 0 | Paços de Ferreira | Estadio Municipal de Portimão     | 18 de abril | 14:00 |
| Penafiel           | 1 – 2 | Feirense          | Estadio Municipal 25 de Abril     | 19 de abril | 11:00 |
| Académico de Viseu | 1 – 2 | Torreense         | Estadio do Fontelo                | 19 de abril | 14:00 |
| Porto B            | 1 – 2 | Chaves            | Estadio Municipal Jorge Sampaio   | 19 de abril | 15:30 |
| Alverca            | 4 – 0 | Oliveirense       | Complexo Desportivo do FC Alverca | 20 de abril | 11:00 |
| Marítimo           | 2 – 0 | Mafra             | Estadio dos Barreiros             | 20 de abril | 15:30 |
| Tondela            | 0 – 1 | Vizela            | Estadio João Cardoso              | 20 de abril | 20:30 |

| Oliveirense       | 2 – 0 | Académico de Viseu | Estadio Carlos Osório         | 25 de abril | 15:30 |
| Paços de Ferreira | 2 – 3 | União de Leiria    | Estadio da Mata Real          | 25 de abril | 18:00 |
| Torreense         | 2 – 2 | Marítimo           | Estadio Manuel Marques        | 26 de abril | 11:00 |
| Vizela            | 1 – 1 | Felgueiras 1932    | Estádio do FC Vizela          | 26 de abril | 14:00 |
| Feirense          | 0 – 1 | Porto B            | Estadio Marcolino de Castro   | 27 de abril | 11:00 |
| Portimonense      | 2 – 2 | Tondela            | Estadio Municipal de Portimão | 27 de abril | 14:00 |
| Leixões           | 3 – 1 | Penafiel           | Estadio do Mar                | 27 de abril | 15:30 |
| Chaves            | 0 – 2 | Alverca            | Estadio Municipal de Chaves   | 29 de abril | 20:00 |
| Benfica B         | 5 – 0 | Mafra              | Benfica Campus                | 30 de abril | 18:00 |

| União de Leiria    | 5 – 0 | Oliveirense       | Estadio Municipal de Leiria       | 2 de mayo | 18:00 |
| Académico de Viseu | 2 – 1 | Portimonense      | Estadio do Fontelo                | 3 de mayo | 11:00 |
| Porto B            | 0 – 1 | Vizela            | Estadio Municipal Jorge Sampaio   | 3 de mayo | 15:30 |
| Alverca            | 1 – 0 | Paços de Ferreira | Complexo Desportivo do FC Alverca | 4 de mayo | 11:00 |
| Felgueiras 1932    | 3 – 3 | Benfica B         | Estadio Dr. Machado de Matos      | 4 de mayo | 11:00 |
| Mafra              | 1 – 2 | Leixões           | Estadio Municipal de Mafra        | 4 de mayo | 14:00 |
| Marítimo           | 1 – 1 | Feirense          | Estadio dos Barreiros             | 4 de mayo | 15:30 |
| Tondela            | 2 – 1 | Chaves            | Estadio João Cardoso              | 4 de mayo | 18:00 |
| Penafiel           | 0 – 1 | Torreense         | Estadio Municipal 25 de Abril     | 5 de mayo | 18:00 |

| Feirense          | 2 – 1 | Mafra              | Estadio Marcolino de Castro   | 9 de mayo  | 20:15 |
| Paços de Ferreira | 1 – 2 | Felgueiras 1932    | Estadio da Mata Real          | 10 de mayo | 11:00 |
| Oliveirense       | 1 – 1 | Marítimo           | Estadio Carlos Osório         | 10 de mayo | 14:00 |
| Chaves            | 0 – 2 | União de Leiria    | Estadio Municipal de Chaves   | 10 de mayo | 18:00 |
| Torreense         | 3 – 2 | Leixões            | Estadio Manuel Marques        | 11 de mayo | 11:00 |
| Tondela           | 1 – 2 | Alverca            | Estadio João Cardoso          | 11 de mayo | 14:00 |
| Vizela            | 1 – 1 | Académico de Viseu | Estádio do FC Vizela          | 11 de mayo | 14:00 |
| Benfica B         | 1 – 1 | Penafiel           | Benfica Campus                | 11 de mayo | 18:00 |
| Portimonense      | 0 – 3 | Porto B            | Estadio Municipal de Portimão | 11 de mayo | 18:00 |

| Leixões            | 2 – 0 | Feirense          | Estadio do Mar                    | 14 de mayo | 20:15 |
| Penafiel           | 0 – 0 | Chaves            | Estadio Municipal 25 de Abril     | 15 de mayo | 18:45 |
| Mafra              | 2 – 0 | Torreense         | Estadio Municipal de Mafra        | 15 de mayo | 20:45 |
| Marítimo           | 1 – 2 | Vizela            | Estadio dos Barreiros             | 16 de mayo | 20:30 |
| Alverca            | 2 – 1 | Portimonense      | Complexo Desportivo do FC Alverca | 16 de mayo | 20:30 |
| União de Leiria    | 0 – 2 | Tondela           | Estadio Municipal de Leiria       | 16 de mayo | 20:30 |
| Porto B            | 1 – 4 | Benfica B         | Estadio Municipal Jorge Sampaio   | 17 de mayo | 11:00 |
| Felgueiras 1932    | 2 – 1 | Oliveirense       | Estadio Dr. Machado de Matos      | 17 de mayo | 14:00 |
| Académico de Viseu | 0 – 1 | Paços de Ferreira | Estadio do Fontelo                | 17 de mayo | 14:00 |

### Tabla de resultados cruzados
| Local \ Visitante  | ACA | ALV | BEN | CHA | FEI | FEL | LEI | MAF | MAR | OLI | PAC | PEN | PRT | POR | TON | TOR | UNI | VIZ |
| ------------------ | --- | --- | --- | --- | --- | --- | --- | --- | --- | --- | --- | --- | --- | --- | --- | --- | --- | --- |
| Académico de Viseu | —   | 2–2 | 1–1 | 2–1 | 2–1 | 0–0 | 2–0 | 3–1 | 0–2 | 2–1 | 0–1 | 1–0 | 2–1 | 2–0 | 1–1 | 1–2 | 0–1 | 0–0 |
| Alverca            | 0–4 | —   | 0–0 | 3–1 | 1–0 | 1–1 | 1–1 | 2–0 | 5–0 | 4–0 | 1–0 | 2–2 | 2–1 | 2–0 | 1–1 | 2–2 | 2–1 | 4–2 |
| Benfica B          | 1–0 | 2–1 | —   | 1–0 | 0–1 | 2–0 | 4–0 | 5–0 | 1–2 | 2–2 | 0–0 | 1–1 | 0–0 | 2–1 | 1–3 | 2–0 | 0–5 | 1–0 |
| Chaves             | 3–0 | 0–2 | 1–2 | —   | 0–0 | 2–0 | 0–0 | 0–3 | 1–1 | 4–0 | 2–1 | 0–1 | 2–0 | 2–1 | 2–2 | 2–1 | 0–2 | 1–2 |
| Feirense           | 2–2 | 0–1 | 2–3 | 0–1 | —   | 3–2 | 1–0 | 2–1 | 1–0 | 3–1 | 2–0 | 3–0 | 1–1 | 0–1 | 1–1 | 1–1 | 2–1 | 0–0 |
| Felgueiras 1932    | 1–1 | 0–1 | 3–3 | 1–2 | 0–0 | —   | 4–0 | 1–1 | 1–3 | 2–1 | 1–0 | 1–0 | 0–0 | 1–0 | 1–0 | 1–2 | 2–2 | 2–1 |
| Leixões            | 1–1 | 1–1 | 2–1 | 0–0 | 2–0 | 2–2 | —   | 2–1 | 2–1 | 1–2 | 3–3 | 3–1 | 3–0 | 3–0 | 0–1 | 1–1 | 0–1 | 0–1 |
| Mafra              | 0–2 | 1–1 | 2–0 | 0–0 | 0–0 | 1–0 | 1–2 | —   | 2–3 | 0–0 | 0–1 | 4–2 | 2–2 | 0–0 | 0–4 | 2–0 | 2–1 | 1–4 |
| Marítimo           | 1–1 | 1–2 | 1–1 | 1–1 | 1–1 | 0–0 | 1–1 | 2–0 | —   | 1–2 | 2–2 | 1–2 | 2–0 | 1–0 | 2–2 | 0–3 | 1–2 | 1–2 |
| Oliveirense        | 2–0 | 1–4 | 3–2 | 0–3 | 1–0 | 0–3 | 0–1 | 0–0 | 1–1 | —   | 0–2 | 2–2 | 0–2 | 1–1 | 1–3 | 0–0 | 1–2 | 0–1 |
| Paços de Ferreira  | 4–3 | 1–3 | 0–3 | 2–0 | 1–2 | 1–2 | 0–0 | 2–1 | 1–2 | 0–1 | —   | 1–3 | 0–1 | 2–2 | 0–1 | 1–0 | 2–3 | 1–1 |
| Penafiel           | 0–2 | 3–2 | 1–1 | 0–0 | 1–2 | 2–1 | 3–1 | 1–1 | 0–1 | 4–3 | 1–2 | —   | 3–0 | 1–1 | 2–2 | 0–1 | 1–0 | 1–1 |
| Portimonense       | 1–1 | 1–0 | 0–2 | 1–2 | 1–2 | 3–2 | 2–1 | 2–0 | 5–1 | 2–3 | 2–0 | 0–2 | —   | 0–3 | 2–2 | 1–2 | 0–3 | 1–1 |
| Porto B            | 3–2 | 1–1 | 1–4 | 1–2 | 0–0 | 0–2 | 0–1 | 2–1 | 0–1 | 2–1 | 1–0 | 3–2 | 1–2 | —   | 2–2 | 1–1 | 1–1 | 0–1 |
| Tondela            | 4–1 | 1–2 | 2–1 | 2–1 | 2–1 | 1–1 | 2–1 | 1–0 | 0–0 | 2–0 | 2–1 | 2–0 | 2–0 | 2–2 | —   | 2–2 | 1–4 | 0–1 |
| Torreense          | 1–0 | 1–0 | 1–1 | 1–2 | 0–1 | 1–1 | 3–2 | 1–0 | 2–2 | 3–0 | 3–1 | 0–1 | 3–2 | 2–4 | 0–2 | —   | 2–1 | 2–4 |
| União de Leiria    | 1–1 | 1–1 | 1–3 | 1–1 | 1–0 | 1–3 | 1–0 | 3–1 | 1–1 | 5–0 | 0–1 | 1–0 | 1–0 | 0–0 | 0–2 | 1–3 | —   | 0–2 |
| Vizela             | 1–1 | 1–1 | 1–0 | 0–1 | 5–0 | 1–1 | 0–0 | 3–0 | 3–2 | 0–0 | 2–1 | 1–2 | 3–2 | 2–1 | 1–1 | 1–2 | 1–0 | —   |

## Promoción de ascenso a Primeira Liga
El tercer lugar de esta temporada, Vizela, jugó contra el décimo sexto lugar de la Primeira Liga 2024-25, AVS, en partidos de ida y vuelta para determinar al último equipo integrante de la Primeira Liga de la próxima temporada.
- Los horarios corresponden al huso horario de verano portugués (UTC+1).

| 24 de mayo de 2025 | AVS                                         | 3:0 (0:0) | Vizela | Estádio do CD Aves, Vila das Aves |                             |
| 19:45              | Gustavo Assunção 62' (pen) · Tunde 67', 70' | Reporte   |        | Árbitro(s): Gustavo Correia       | Árbitro(s): Gustavo Correia |

| 1 de junio de 2025 | Vizela                                   | 2:2 (1:1) (Global 2:5) | AVS                              | Estádio do FC Vizela, Vizela |                             |
| 19:45              | Fonseca 14' (a.g.) · Mörschel 77' (pen.) | Reporte                | Tunde 38' · Gustavo Assunção 64' | Árbitro(s): Miguel Nogueira  | Árbitro(s): Miguel Nogueira |

## Promoción de permanencia en Segunda División
El décimo sexto lugar de esta temporada, Paços de Ferreira, jugó contra el tercer clasificado del grupo de promoción de la Terceira Liga, Belenenses, en partidos de ida y vuelta para determinar al último equipo integrante de la Segunda División de la próxima temporada.
- Los horarios corresponden al huso horario de verano portugués (UTC+1).

| 24 de mayo de 2025 | Belenenses                            | 2:1 (0:0) | Paços de Ferreira | Estadio del Restelo, Lisboa |                           |
| 19:00              | Diogo Leitão 63' · Xavi Fernandes 73' | Reporte   | João Pinto 75'    | Árbitro(s): André Narciso   | Árbitro(s): André Narciso |

| 1 de junio de 2025 | Paços de Ferreira                                      | 2:0 (1:0, 0:0) (t. s.)(Global 3:2) | Belenenses | Estadio da Mata Real, Paços de Ferreira |                               |
| 17:00              | Vitorino Antunes 57' (pen.) · Vladislav Morozov 105+1' | Reporte                            |            | Árbitro(s): Anzhony Rodrigues           | Árbitro(s): Anzhony Rodrigues |

## Estadísticas

### Máximos goleadores
Actualizado el 17 de mayo de 2025.
| Pos. | Jugador           | Equipo          | Goles | Part. | Prom. |
| ---- | ----------------- | --------------- | ----- | ----- | ----- |
| 1    | Juan Muñoz        | União de Leiria | 15    | 30    | 0.5   |
| 2    | Anthony Carter    | Alverca         | 15    | 32    | 0.47  |
| 3    | Heinz Mörschel    | Vizela          | 11    | 31    | 0.35  |
| 4    | Gustavo Varela    | Benfica "B"     | 11    | 34    | 0.32  |
| =    | Manu Pozo         | Torreense       | 11    | 34    | 0.32  |
| 6    | Carlos Eduardo    | Felgueiras 1932 | 10    | 13    | 0.77  |
| 7    | Gabriel Barbosa   | Penafiel        | 10    | 22    | 0.45  |
| 8    | Roberto Maximiano | Tondela         | 10    | 31    | 0.32  |
| =    | Miro Pinto        | Tondela         | 10    | 31    | 0.32  |
| 10   | Vivaldo Moura     | Vizela          | 9     | 25    | 0.36  |

### Máximos asistentes
Actualizado el 17 de mayo de 2025.
| Pos. | Jugador            | Equipo          | Asist. | Part. | Prom. |
| ---- | ------------------ | --------------- | ------ | ----- | ----- |
| 1    | Hugo Félix         | Benfica "B"     | 10     | 32    | 0.31  |
| 2    | Leandro Antunes    | Feirense        | 8      | 34    | 0.24  |
| 3    | Crystopher Ribeiro | União de Leiria | 7      | 30    | 0.23  |
| 4    | Orest Lebedenko    | Vizela          | 7      | 31    | 0.23  |
| 5    | Andrezinho         | Alverca         | 7      | 34    | 0.21  |
| 6    | Andreas Nibe       | Mafra           | 6      | 30    | 0.2   |
| =    | Damien Loppy       | Vizela          | 6      | 30    | 0.2   |
| 8    | Costinha           | Tondela         | 6      | 31    | 0.19  |
| 9    | Anthony Carter     | Alverca         | 6      | 32    | 0.19  |
| =    | David Bruno        | Alverca         | 5      | 19    | 0.26  |

## Fichajes

### Fichajes más caros del mercado de verano
| Jugador          | Club de destino | Club de origen     | Precio (€) | Ref. |
| ---------------- | --------------- | ------------------ | ---------- | ---- |
| Gustavo Marques  | Benfica "B"     | América (MG)       | 1.500.000  |      |
| Brayan Caicedo   | Porto "B"       | Leones FC          | 500.000    |      |
| Luan Dias        | Benfica "B"     | Estrela de Amadora | 300.000    |      |
| Domingos Andrade | Porto "B"       | Felgueiras 1932    | 250.000    |      |
| Beni Souza       | Benfica "B"     | Amora FC           | 250.000    |      |

| Datos actualizados a 27 de septiembre de 2024. Fuentes: |

### Fichajes más caros del mercado de invierno
| Jugador            | Club de destino | Club de origen       | Precio (€) | Ref.   |
| ------------------ | --------------- | -------------------- | ---------- | ------ |
| Leonardo Vonić     | Porto "B"       | RW Essen             | 500.000    | [ 41 ] |
| Trofim Melnichenko | Porto "B"       | Dinamo Minsk         | 380.000    |        |
| Chico Banza        | Portimonense    | Anorthosis Famagusta | 250.000    |        |

| Datos actualizados a 4 de febrero de 2025. Fuentes: |